# Karanglewas (Kutasari)
Karanglewas is een bestuurslaag in het regentschap Purbalingga van de provincie Midden-Java, Indonesië. Karanglewas telt 2294 inwoners (volkstelling 2010).